# Raiden (Mortal Kombat)
Raiden è un personaggio immaginario della serie di videogiochi Mortal Kombat. Fa parte delle forze del bene e rappresenta il dio del tuono.

## Storia

### Prima linea temporale
Appare fin dal primo Mortal Kombat (1992) dove partecipa al torneo di Shang Tsung; nel primo gioco, e nel fumetto allegato veniva originariamente presentato (contrariamente a successive rappresentazioni) come un dio spietato e egoista, con il solo obiettivo di mostrare la sua superiorità in battaglia. 
A partire da Mortal Kombat II, il suo ruolo cambia: Raiden si presenta come protettore del Regno della Terra e mentore del campione Liu Kang; tale cambiamento di personalità verrà ripreso in tutte le successive rappresentazioni del primo gioco.
In Mortal Kombat 3 è selezionabile solo nella versione Trilogy (al pari di Johnny Cage). Nella versione ufficiale non è infatti in grado di aiutare gli otto campioni che possono respingere il devastante attacco di Shao Kahn alla Terra, in quanto la Terra (Earthrealm) è stata corrotta dalla magia del Regno Esterno (Outworld). 
Nel quarto capitolo della serie, pur essendo un personaggio selezionabile, lascia il suo posto di protettore della terra a Fujin, il dio del vento (in Mortal Kombat 11 Fujin viene confermato come suo fratello). Nel suo finale, dopo la sconfitta di Shinnok, diviene uno degli Dei Anziani.
In Mortal Kombat: Deadly Alliance, Liu Kang muore per mano di Quan Chi e Shang Tsung; Raiden (dato che gli Dei Anziani non possono interferire nelle questioni dei mortali), torna a essere un Dio minore e raduna una squadra di eroi per fermare la nuova Alleanza Mortale. Sfortunatamente, la squadra non si dimostra all'altezza, in quanto la maggior parte dei terrestri muore per mano dei due stregoni, e gli altri vengono comunque sconfitti.
All'inizio di Mortal Kombat: Deception Rimane in piedi solo Raiden, e viene infine anche lui sconfitto dai due stregoni, i quali, però, si affrontano l'un l'altro. Appena dopo che Quan Chi sconfigge Shang Tsung, appare Onaga, l'Imperatore Dragone, venuto a comandare la sua armata per conquistare tutti i reami. Nel tentativo di sconfiggere il dragone Onaga, Raiden si sacrifica assieme ai due perfidi stregoni. Sacrificio che si rivela vano, perché Onaga rimane vivo. Poco tempo dopo viene riportato in vita, ma essendo stato esposto all'aura malvagia di Onaga, rinasce come un dio corrotto, disposto a proteggere ancora la Terra, ma senza disdegnare i metodi più turpi. Viene rivelato che è stato Raiden a riportare in vita il cadavere di Liu Kang senza la sua anima, per usarlo come un'arma contro i nemici della terra; nel suo finale inoltre, Raiden decide di dare la caccia a Shujinko, ritenuto colpevole del ritorno di Onaga (che aveva provocato accidentalmente). 
Riappare nel capitolo conclusivo della prima saga: Mortal Kombat: Armageddon. Qui Raiden è ancora corrotto e prende misure ancora più drastiche per proteggere la terra; si scopre infatti che ha fatto un patto con Onaga, Shao Kahn, Quan Chi e Shang Tsung: ovvero permettere a loro di conquistare tutti i reami che desiderano tranne la Terra; in cambio Raiden ucciderà Taven, l'eroe prescelto per sconfiggere Blaze e fermare l'Armageddon, per permettere a Shao Kahn di ottenere i poteri di Blaze per sé. Ovviamente Raiden pianifica di tradire Shao Kahn e nel suo finale (non canonico), egli uccide Blaze e con il potere ottenuto distrugge tutti gli altri reami cosicché nulla potrà più minacciare la Terra.
Ricompare in Mortal Kombat vs DC Universe, dove è l'ultimo guerriero della parte Mortal Kombat ad ergersi contro gli "invasori" della DC. A sua volta, affronterà l'ultimo combattente DC rimasto, ossia Superman. Alla fine, i due si uniranno per abbattere Dark Kahn (fusione tra Shao Kahn e Darkseid) e ristabiliranno l'ordine dei due mondi. In Mortal Kombat vs DC Universe è ancora nella sua forma "buona", dato che si tratta di un capitolo scollegato della trama ufficiale.

### Seconda linea temporale
In Mortal Kombat (2011), Raiden svolge un ruolo chiave, infatti nel futuro il suo alter ego è stato ucciso da Shao Khan che ha assorbito i poteri di Blaze. Prima di morire esso raccoglie i frammenti del medaglione degli dei anziani e attraverso un incantesimo manda un messaggio al suo alter ego del passato: "deve vincere", insieme alle visioni degli eventi accaduti.
Raiden riceve le visioni durante la cerimonia di apertura del torneo di Mortal Kombat e vede che il suo medaglione si è incrinato e lo stesso monile fungerà da segnalatore per il rimodellamento della storia. Cercando di scongiurare l'avvento dell'Armageddon, Raiden tenta di far vincere Liu Kang, credendo che la frase del suo io futuro si riferisse a lui; ciò lo porterà ad affrontare Sonya che, mentre cercava di liberare Jax, stava per attaccare Shang Tsung. Usando le sue visioni, Raiden tenta anche di impedire la nascita di Noob Saibot chiedendo a Scorpion di risparmiare Sub-Zero, e di convincere Cyrax a non prendere parte al progetto cyborg dei Lin Kuei, ma entrambi gli avvenimenti avranno comunque luogo. Nonostante la sconfitta di Shang Tsung per mano di Liu Kang, il medaglione si incrina ulteriormente, segno che il futuro non cambierà. Costretto poi dalle circostanze a partecipare al secondo torneo per impedire altri massacri, Raiden si reca nel Regno Esterno e dopo aver aiutato Jax e Johnny Cage a salvare Sonya, salva dalla cattura il ninja Smoke dalle unità cibernetiche del Lin Kuei per impedire la sua rinascita come cyborg. Purtroppo ciò porterà invece alla cattura, e alla successiva trasformazione in cyborg, del giovane Sub-Zero.
Raiden rivolge quindi le sue attenzioni su Kitana invitandola a recarsi nelle Fosse di Carne, cosa che porterà la principessa a incontrare il suo clone, Mileena, e a scoprire la vera natura di suo "padre" Shao Kahn, che deciderà di condannarla a morte. Jade, chiede quindi aiuto a Raiden per salvare l'amica, pertanto Liu Kang e Kung Lao si recano a salvarla, ignari che Kitana è stata trasferita dalla torre all'Arena di Kahn per la pubblica esecuzione. Non avendo più guerrieri in gara, dopo la sconfitta si Smoke e Cage e il ritiro di Sonya e Jax, Raiden decide di far combattere Kung Lao sperando che sia lui la persona a cui si riferivano le parole, visto che Liu Kang non lo era (inoltre quest'ultimo è impegnato a salvare la principessa). Purtroppo viene ucciso da Shao Khan ed è nuovamente Liu Kang a vincere il torneo. Un'altra crepa compare nel medaglione; neppure questa scelta era quella giusta. Raiden partecipa quindi alla difesa della Terra durante l'invasione del Regno Esterno; in questa occasione salva Stryker e Kabal da Mileena e, ricordando una sua visione del futuro che mostrava la morte di Johnny Cage per mano di Motaro, uccide il centauro salvando Johnny. Dopo che anche il vortice di anime di Quan Chi è stato dissolto da Nightwolf e la Terra sembra essere salva, altre crepe riempiono il medaglione. A questo punto Raiden decide di andare dagli Dei Anziani insieme a Liu Kang ma ottiene come unica risposta che Shao Khan non può essere fermato in quanto non ha infranto le regole essendo la Terra entrata in collisione con Il Regno Esterno. 
Ritornato sulla Terra, il dio del tuono trova quasi tutti i guerrieri uccisi per mano della rinata Sindel, che viene uccisa dal sacrificio di Nightwolf e si vede abbandonato da Liu Kang, che lo considera responsabile della morte dei suoi amici. Decide quindi di recarsi nel Regno Occulto, dove affronta Scorpion e tenta di stringere un'alleanza con Quan Chi offrendogli la sua anima e quella dei guerrieri uccisi in cambio di aiuto, ma lo stregone non accetta in quanto lo stesso Shao Khan gli ha offerto le anime dei guerrieri caduti ed ha già vinto. Raiden è quindi costretto ad affrontare i revenant dei guerrieri caduti a cominciare da Jax, Kabal e Stryker proseguendo quindi con Kitana, Kung Lao e Nightwolf. Raiden però capisce il senso del messaggio del suo alter ego del futuro; Shao Khan deve vincere, e invadere la Terra in modo che, avendo egli infranto le regole, gli Dei Anziani abbiano il diritto di punirlo. Tornato sulla Terra, Raiden cerca di impedire a Liu Kang di affrontare Shao Kahn spiegandogli il suo piano, ma il monaco Shaolin non vuole più ascoltarlo e cerca di ucciderlo; costretto a difendersi, gli scaglia addosso una scarica elettrica che si rivela fatale e il monaco Shaolin viene bruciato ed elettrizzato a morte. Alla fine, il dio si inchina a Shao Khan ammettendo la sconfitta e venendo pestato da quest'ultimo, ma quando tutto sembra perduto, gli Dei Anziani si materializzano e prendono possesso del corpo di Raiden. Potenziato dagli Dei Anziani, Raiden sconfigge definitivamente Shao Kahn salvando il futuro, ma piangendo la morte di Liu Kang e degli altri guerrieri insieme a Johnny Cage e Sonya Blade, gli ultimi sopravvissuti.
In Mortal Kombat X due anni dopo la sconfitta di Shao Kahn, Shinnok invade la Terra con l'aiuto di Quan Chi e dei suoi revenant. Nel primo capitolo Raiden e Fujin tentano di proteggere il Tempio Celeste dove il Dio caduto intende corrompere la fonte del Jinsei, l'energia vitale della terra; i due dei sono quasi sconfitti ma vengono salvati dall'arrivo di Johnny Cage, Sonya e Kenshi. Dopo che Johnny ha sconfitto Shinnok, Raiden imprigiona quest'ultimo nel suo stesso Amuleto. Poco dopo (come mostrato in un flashback nel capitolo di Sonya), Raiden scopre di potere usare la sua magia combinata a quella di Quan Chi, per purificare i revenant, e riesce a far tornare umani Jax, Scorpion e Sub-Zero. In un altro flashback nel capitolo di Kung Jin scopriamo che quest'ultimo tentò di rubare un cimelio appartenuto al cugino Kung Lao, affrontando il dio del tuono; Raiden però si era lasciato sconfiggere per permettere a Jin di sfogare la sua rabbia e lo aveva convinto a diventare un monaco Shaolin come suo cugino Lao. Nel presente, ovvero vent'anni dopo la sconfitta di Shinnok, Raiden è ancora alleato delle Forze speciali e con l'arrivo di un gruppo di profughi del Regno esterno, in fuga dalla guerra civile tra il nuovo imperatore, Kotal Kahn, e Mileena, scopre che quest'ultima ha rubato l'Amuleto di Shinnok cosa che decide di confermare tornando al suo tempio. 
Nel suo capitolo, Raiden assiste al ritorno di Shinnok e si ritrova costretto ad affrontare i revenant di Liu Kang e Kung Lao che gli rinfacciano di essere responsabile della loro morte; sconfitti i monaci corrotti, pur riportando delle ferite, Raiden tenta di fermare Shinnok prima che corrompa la fonte del Jinsei ma viene intrappolato dalla magia del Dio caduto. Sempre nel suo capitolo viene mostrato un flashback ambientato durante il gioco precedente in cui Raiden, prima del torneo nel Regno Esterno, aiuta Liu Kang e Kung Lao a salvare i loro confratelli Shaolin, affrontando Baraka e D'Vorah. Alla fine Raiden purifica l'essenza della terra dopo che Cassie Cage sconfigge Shinnok, ma avendo assorbito l'aura malvagia di Shinnok, Raiden viene corrotto anche in questa linea temporale, esattamente come il suo futuro dal quale in passato ricevette il messaggio che avrebbe impedito l'Armageddon.
Fatto a pezzi il corpo di Shinnok (dato che non poteva essere ucciso in quanto dio) ne getta la testa vivente ai piedi di Liu Kang e Kitana, divenuti ora sovrani del Regno Esterno dopo la morte di Quan Chi. Raiden dichiara che farà di tutto per difendere il regno della terra, promettendo di perseguitare e uccidere chiunque vi si avvicinerà con intenzioni ostili.
(Raiden a Liu Kang e Kitana nella scena dopo i crediti della modalità Storia in Mortal Kombat X)
Due anni dopo, in Mortal Kombat 11, sono le azioni di Raiden a spingere Kronika, titanide del tempo e madre di Shinnok, ad agire. Quest'ultima decide di creare una Nuova Era in cui non esista Raiden e dopo aver reclutato i revenant, facendo leva sul loro odio nei confronti del dio del tuono, decide di procurarsi nuovi alleati provocando una collisione temporale che le permette di reclutare altri alleati del passato quali Shao Kahn, il Dragone Nero di Kano e i Lin Kuei cibernetici di Sektor. Il Raiden oscuro del presente viene così cancellato dall'esistenza, per fare il posto al Raiden del passato, proveniente dai tempi del secondo torneo (Raiden infatti sfugge alle leggi dello spazio tempo, quindi non può esistere in due luoghi contemporaneamente) e accompagnato da versioni del passato di tutti gli altri guerrieri, compresi Liu Kang, Kung Lao e Kitana. Raiden, scioccato dalle azioni del suo Io futuro, decide di prendere in mano la situazione e affrontare Kronika e i suoi alleati (fra i quali c'è anche la versione Revenant del presente di Liu Kang, deciso a cambiare il suo destino e vendicarsi del Dio del Tuono), che intendono creare una nuova linea temporale, dove luce e oscurità continueranno a scontrarsi in un ciclo infinito (Kronika ritiene sia l'unico modo per mantenere l'equilibrio). Raiden si consulta con gli Dei Anziani, che gli dicono che il suo destino non è scritto e che solo lui può plasmarlo. Poco dopo però gli Dei Anziani vengono tutti uccisi dopo il tradimento di Cetrion, figlia di Kronika e sorella di Shinnok. 
Successivamente Raiden si ritrova ad affrontare lo Scorpion del passato, in cerca di redenzione dopo la morte della sua controparte presente. Liu Kang tenta di convincere il suo mentore che Scorpion è dalla loro parte ma Raiden non gli dà retta e inizia invece a essere corrotto dall'Amuleto di Shinnok, come il suo io presente, cosa che lo porta ad attaccare Liu Kang. Durante questo scontro Raiden capisce di aver affrontato e ucciso Liu Kang in miriadi di altre linee temporali, tutto a causa delle macchinazioni di Kronika, che decide di rapire il Liu Kang passato, per fondere la sua anima con il revenant presente. Raiden guida quindi gli eroi verso la fortezza di Kronika e durante il viaggio lungo il Mare di Sangue il dio del tuono convince il Jax presente a tradire Kronika, mettendo in luce la sua natura malvagia; dopodiché Raiden sconfigge Geras, facendolo sprofondare nel Mare di Sangue, e Frost la cui mente era collegata a tutti i Lin Kuei cyborg, che si spengono. In seguito il nuovo e potenziato Liu Kang Revenant attacca Raiden; il dio del tuono lo sconfigge e riesce a fondersi con lui, purificandolo, e Liu Kang diventa il Dio del Fuoco e del Fulmine, per affrontare la battaglia finale con Kronika. In base al finale ottenuto dal giocatore, il nuovo Dio può venire sconfitto da Kronika o vincere contro la Dea. Nel secondo caso, a Liu Kang compare un Raiden mortale e privo dei suoi poteri, ma intenzionato ad aiutarlo nella sua duplice missione di proteggere la Terra e forgiare il tempo, almeno finché la sua mortalità glielo permetterà. 
Nell'espansione Aftermath, Shang Tsung ritorna insieme a Fujin e Nightwolf e rivela che senza la corona di Kronika, rimasta distrutta nello scontro, non è possibile controllare la clessidra; lo stregone pertanto si offre di tornare indietro nel tempo per recuperare la corona prima di Cetrion. Raiden non si fida molto di Shang Tsung ma il Dio Liu Kang accetta. Dopo aver recuperato la corona con l'aiuto di Sindel, da loro resuscitata, Shang Tsung e Fujin si recano da Raiden nel momento in cui quest'ultimo stava per incontrare lo Scorpion del passato. Raiden non crede alle parole di suo fratello e tenta di attaccare Shang Tsung attingendo al potere dell'Amuleto di Shinnok ma Liu Kang lo ferma; successivamente compare Kronika come nella storia principale e Raiden, Fujin e Shang Tsung riescono a sconfiggerla usando i poteri della corona. Dato che Liu Kang non è stato catturato in questa nuova linea temporale, Raiden non si fonde con lui ma guida l'assalto alla fortezza di Kronika; tuttavia l'esito della battaglia è compromesso dal tradimento di Sindel, che libera Shao Kahn e fa una strage tra gli eroi. Quando Shao Kahn spezza le gambe al Liu Kang passato, infatti, la cosa influisce sul Liu Kang revenant che stava per affrontare Raiden. Tutto questo faceva ovviamente parte del piano di Shang Tsung, che ruba la corona e sconfigge Raiden e Fujin, assorbendo le loro anime per diventare più forte. Shang Tsung sconfigge Kronika ma, poco prima che possa usare la Clessidra per riscrivere la storia, viene interrotto dal Dio Liu Kang tornato dal futuro. Quest'ultimo infatti sapeva che solo Shang Tsung, usando la corona, poteva sconfiggere Kronika. Combatte perciò contro lo stregone: a seconda della scelta del giocatore possiamo avere due finali. 
Nel finale buono, Liu Kang sconfigge Shang Tsung e lo cancella dall'esistenza, si riprende la corona e crea la sua Nuova Era. Dopo aver fatto ciò fa visita al Tempio Shaolin per allenare l'antenato di Kung Lao, il Grande Kung Lao,  per farlo diventare il suo campione nel prossimo Mortal Kombat.
Nel finale malvagio, dopo aver sconfitto il Dio Liu Kang, Shang Tsung è il sovrano della Nuova Era, con il Raiden Oscuro e Fujin come suoi tirapiedi.

### Terza linea temporale
In Mortal Kombat 1, Lord Liu Kang resuscita Raiden rendendolo questa volta un giovane shaolin, umile e coraggioso, in prova che sceglie tra i suoi campioni per combattere contro quelli del Regno Esterno. Raiden sconfigge Johnny Cage, Kenshi e Kung Lao nei duelli di prova e viene scelto come campione ufficiale. Nel torneo nel Regno Esterno, sconfigge in duello tutti gli avversari decretando la vittoria del Regno della Terra. Apparirà nel capitolo di Shang Tsung in cui aiuta lui e Quan Chi a distruggere tutti i ruba anime dello Shang Tsung titano, salvando la vita ai due stregoni e venendo poi ricambiato. Il Raiden della linea temporale originaria apparirà nel penultimo capitolo con i poteri da titano, proveniente quindi dalla linea temporale in cui ha sconfitto Kronika, per aiutare Liu Kang a sconfiggere Shang Tsung. Quest'ultimo porta dalla propria timeline anche il Raiden Oscuro che viene affrontato e sconfitto da Mileena.

## Caratteristiche
Raiden è un maestro nell'uso del fulmine come arma da combattimento. Il suo nome infatti è scritto come 雷電 in cinese tradizionale e giapponese, e 雷电 in cinese semplificato; il primo carattere (雷) del nome vuol dire "tuono", mentre il secondo (電/电) ad oggi vuol dire "elettricità", o "fulmine" in tempi antichi.
Può inoltre scomparire e riapparire a piacimento nel corso del match per sorprendere l'avversario e disorientarlo. Sfruttando la forza degli elementi è in grado di colpire i nemici con una spinta a mezz'aria rapida e molto energica che ricorda molto l'attacco Psycho Crusher di M. Bison. Le fatalities di questo personaggio sono sempre state accostate ai fulmini: di solito il dio concentra una violentissima saetta sul cranio dello sconfitto facendoglielo saltare in mille pezzi.
Inoltre, tra le sue armi troviamo il suo caratteristico bastone (che appare in tutti i giochi) e un martello (che appare in Mortal Kombat 4 e Gold, e nella serie Conquest). I suoi stili di lotta sono invece Nan Chuan, Jujutsu (entrambi presenti in Deadly Alliance, Tournament Edition, Deception e Unchained, e il primo presente anche in Armageddon), Judo e Tae Kwon Do (solo in Conquest).

## Film
Raiden è stato uno dei personaggi principali dei tre film su Mortal Kombat. Nel primo (Mortal Kombat) fu interpretato da Christopher Lambert, nel secondo (Mortal Kombat - Distruzione totale) da James Remar, e nel reboot del 2021 da Tadanobu Asano. Nei primi due lungometraggi il suo aspetto è molto diverso da quello esibito nel gioco, ovvero senza il caratteristico copricapo triangolare (cosa che quindi mostra i suoi lunghi capelli bianchi) e l'uniforme bianca con corpetto blu (o rosso), mentre nel terzo film ha un aspetto molto simile alla sua controparte videoludica.

## Apparizioni
- Mortal Kombat (1992) (giocabile)
- Mortal Kombat 2 (giocabile)
- Mortal Kombat 3 (cameo)
- Mortal Kombat Trilogy (giocabile)
- Mortal Kombat Mythologies: Sub-Zero (non giocabile)
- Mortal Kombat 4 (giocabile)
  - Mortal Kombat Gold
- Mortal Kombat Advance (giocabile)
- Mortal Kombat: Deadly Alliance (giocabile)
  - Mortal Kombat: Tournament Edition (giocabile)
- Mortal Kombat: Deception (giocabile)
  - Mortal Kombat: Unchained (giocabile)
- Mortal Kombat: Shaolin Monks (non giocabile)
- Mortal Kombat: Armageddon (giocabile)
- Mortal Kombat vs DC Universe (giocabile)
- Mortal Kombat (2011) (giocabile)
- Mortal Kombat X (giocabile)
- Injustice 2 (giocabile tramite DLC)
- Mortal Kombat 11 (giocabile)
- Mortal Kombat 1 (giocabile)

## Realizzazione
Raiden è stato interpretato da Carlos Pesina, impiegato della Midway e artista marziale, in tutti i giochi 2D in cui è apparso, compreso MK Trilogy. Tuttavia, in MKT nella schermata versus è interpretato da Sal Divita.